# Geoff Gustafson
Pour les articles homonymes, voir Gustafson.
Geoffrey James Gustafson, dit Geoff Gustafson, né le 20 février 1974 à Vancouver, en Colombie-Britannique, est un acteur canadien.

## Biographie
Originaire de Vancouver, au Canada, Geoffrey James Gustafson a suivi des études supérieures à l'université de Victoria, les achevant par l'obtention d'un Bachelor of Fine Arts en théâtre. De retour dans sa ville natale, il poursuit sa formation artistique à la Vancouver Acting School, une école privée consacrée aux arts du spectacle.
En 1994, il obtient un petit rôle dans la série télévisée «L'Odyssée fantastique ou imaginaire», mais sa carrière débute réellement à partir de 2005, avec des participations dans des séries populaires telles que «Supernatural» et «The L Word». Suivront de multiples rôles dans des campagnes publicitaires et une apparition, en 2009, dans le film catastrophe du réalisateur allemand Roland Emmerich : «2012».
Par la suite, Geoff Gustafson apparaît régulièrement à la télévision dans des séries telles que «Once Upon a Time» (y incarnant le nain nommé Furtif) ; «Les Portes du temps : Un nouveau monde», une série dérivée de la production télévisuelle britannique «Nick Cutter et les Portes du temps», dans laquelle il se voit confier le rôle du lieutenant de la Royal Canadian Air Force Kenneth Leeds ; et «Signed, Sealed, Delivered», une série de téléfilms à suspense de la chaîne de télévision américaine Hallmark Channel.

## Filmographie

### Cinéma
- 2007 : Postal
- 2008 : Control Alt Delete
- 2008 : Dim Sum Funeral
- 2009 : What Goes Up
- 2009 : 2012 de Roland Emmerich
- 2010 : La machine à démonter le temps (Hot Tub Time Machine) : Dr Jeff
- 2010 : The Stranger de Robert Lieberman
- 2010 : A Night for Dying Tigers de Terry Miles et Sidney Chiu
- 2011 : Marley et moi 2 (Marley & Me: The Puppy Years) de Michael Damian : Henkle
- 2011 : The Wingman de Jim Garrison : Josh[4]
- 2013 : Assault on Wall Street (Bailout: The Age of Greed) de Uwe Boll : Walt Pargrave
- 2014 : L'Interview qui tue ! (The Interview) de Evan Goldberg et Seth Rogen : Cole
- 2014 : Lonesome Dove Church de Terry Miles : Dutch
- 2015 : L'Assistant du père Noël (Santa's Little Helper) de Gil Junger : Fitz

### Télévision

#### Séries télévisées
- 1994 : L'Odyssée fantastique ou imaginaire (The Odyssey)
- 2005 : Supernatural (Saison 1, Épisode 4) : Lou
- 2005 : Killer Instinct (Saison 1, Épisode 5) : Pergamont
- 2006 : The L Word (2 épisodes)
- 2006 : Men in Trees : Leçons de séduction (Saison 1, Épisode 10) : Quentin
- 2007 : Psych : Enquêteur malgré lui
- 2007 : About a Girl
- 2008 : Robson Arms
- 2008 : Awkward
- 2009 : The Assistants
- 2010 : The Troop
- 2010 : Mr. Young
- 2010 : Life Unexpected
- 2010 : Gotta Grudge? (8 épisodes)[5] : Donny 'the Dynamo' Dallas
- 2011 : Facing Kate (Fairly Legal)
- 2012 : L'Heure de la peur (R.L. Stine’s The Haunting Hour) : Mr. Schmidt (1 épisode)
- 2012-2016 : Once Upon a Time : Le nain nommé Furtif ((en) Stealthy) (Saison 1 : Épisode 10 et 14, Saison 5 : Épisode 20, Saison 6 : Épisode 10)
- 2012 : Eureka : Dr. Tuchman
- 2012-2013 : Les Portes du temps : Un nouveau monde (Primeval: New World) : Lt. Kenneth Leeds[2]
- 2013 : Dr Emily Owens (Emily Owens, M.D.) :  Tom Mendelson
- 2013 : Package Deal : Wayne Hilicky (Saison 1, Épisode 5)
- 2013 : Cult : Dr. McClellan
- 2017 : Rogue (3 épisodes)

#### Téléfilms
- 2006 : Three Moons Over Milford
- 2007 : Sabbatical : Jeremy
- 2009 : Pure evel (court-métrage) de Mark Sawers : Lewis/Satan
- 2009 : Mr. Troop Mom de William Dear : Harry Matthews
- 2010 : Tempête de météorites (Meteor Storm) de Tibor Takács
- 2012 : Ce Noël qui a changé ma vie (It's Christmas, Carol!) de Michael Scott : Jim
- 2012 : À la recherche de Madame Noël (Finding Mrs. Claus) de Mark Jean : Calvin
- 2013-2018 : Les Lettres orphelines (Signed, Sealed, Delivered)[3] : Norman Dorman
- 2019 : Coup de foudre à Big Mountain (A Summer Romance) de David Winning : Todd Bates
- 2019 : Cinq cartes de vœux pour Noël (Write Before Christmas) de Pat Williams : Todd
- 2020 : Jalousie entre voisines (The Neighbor in the Window) de Menhaj Huda : Scott
- 2020 : 4 mariages et un coup de foudre (Wedding Every Weekend) de Kevin Fair : Dan